# Lyaskovets Peak
Lyaskovets Peak (in lingua bulgara: Връх Лясковец, Vrah Lyaskovets), alto 1.473 m, è il picco più orientale del Friesland Ridge, nei Monti Tangra dell'Isola Livingston, nelle Isole Shetland Meridionali, in Antartide. 
Il picco è delimitato dalla Catalunyan Saddle a ovest e dalla Shipka Saddle a est; ha una spessa copertura di ghiaccio solcata da numerosi crepacci e pareti a precipizio sui versanti occidentale, meridionale e orientale.
Sormonta il Ghiacciaio Huron  a nordovest e nordest, e il Ghiacciaio Macy la Brunow Bay a sud. La sua propaggine settentrionale forma lo Zograf Peak ed è collegata a Lozen Nunatak, Erma Knoll e Aheloy Nunatak nel Ghiacciaio Huron.
La denominazione è stata assegnata in onore della città di Lyaskovets, nella Bulgaria centro-settentrionale.

## Localizzazione
La vetta è situata alle coordinate 62°39′48.5″S 60°08′34.7″W, 2,3 km a est-nordest del Monte Friesland, 3,2 km a sud-sudest del Kuzman Knoll, 1,33 km a sud del versante orientale dello Zograf Peak, 1,3 km a ovest del Levski Peak e 4,6 km a ovest del versante settentrionale del Great Needle Peak. Il monte è stato mappato dal britannico Directorate of Overseas Surveys nel 1968; mappatura bulgara nel 2005 e 2009.

## Ascensioni
La prima ascesa al Lyaskovets Peak è stata effettuata il 14 dicembre 2004 dagli alpinisti bulgari Lyubomir Ivanov e Doychin Vasilev, partiti dal Campo Accademia (541 m) nel corso della spedizione Tangra 2004/05. Il percorso (di (UIAA grado III) è iniziato con 4 km di firn pieno di crepacci fino alla Catalunyan Saddle (1,260 m) sulla cresta principale dei Monti Tangra; da qui hanno proseguito attraversando il ripido versante occidentale del picco fino a raggiungere il versante nord, da cui hanno facilmente raggiunto la cima anch'essa solcata di crepacci.
La seconda ascensione, sempre seguendo il percorso Ivanov–Vasilev, è stata compiuta il 1 gennaio 2015 dagli alpinisti bulgari Doychin Boyanov e Nikolay Petkov.

## Mappe
- Chart of South Shetland including Coronation Island, &c. from the exploration of the sloop Dove in the years 1821 and 1822 by George Powell Commander of the same. Scale ca. 1:200000. London: Laurie, 1822
- South Shetland Islands. Scale 1:200000 topographic map. DOS 610 Sheet W 62 60. Tolworth, UK, 1968.
- Islas Livingston y Decepción.  Mapa topográfico a escala 1:100000.  Madrid: Servicio Geográfico del Ejército, 1991.
- L.L. Ivanov et al., Antarctica: Livingston Island, South Shetland Islands (from English Strait to Morton Strait, with illustrations and ice-cover distribution), 1:100000 scale topographic map, Antarctic Place-names Commission of Bulgaria, Sofia, 2005
- L.L. Ivanov. Antarctica: Livingston Island and Greenwich, Robert, Snow and Smith Islands. Scale 1:120000 topographic map. Troyan: Manfred Wörner Foundation, 2010. ISBN 978-954-92032-9-5 (First edition 2009. ISBN 978-954-92032-6-4)
- Antarctic Digital Database (ADD). Scale 1:250000 topographic map of Antarctica. Scientific Committee on Antarctic Research (SCAR), 1993–2016.
- L.L. Ivanov. Antarctica: Livingston Island and Smith Island. Scale 1:100000 topographic map. Manfred Wörner Foundation, 2017. ISBN 978-619-90008-3-0

## Galleria d'immagini

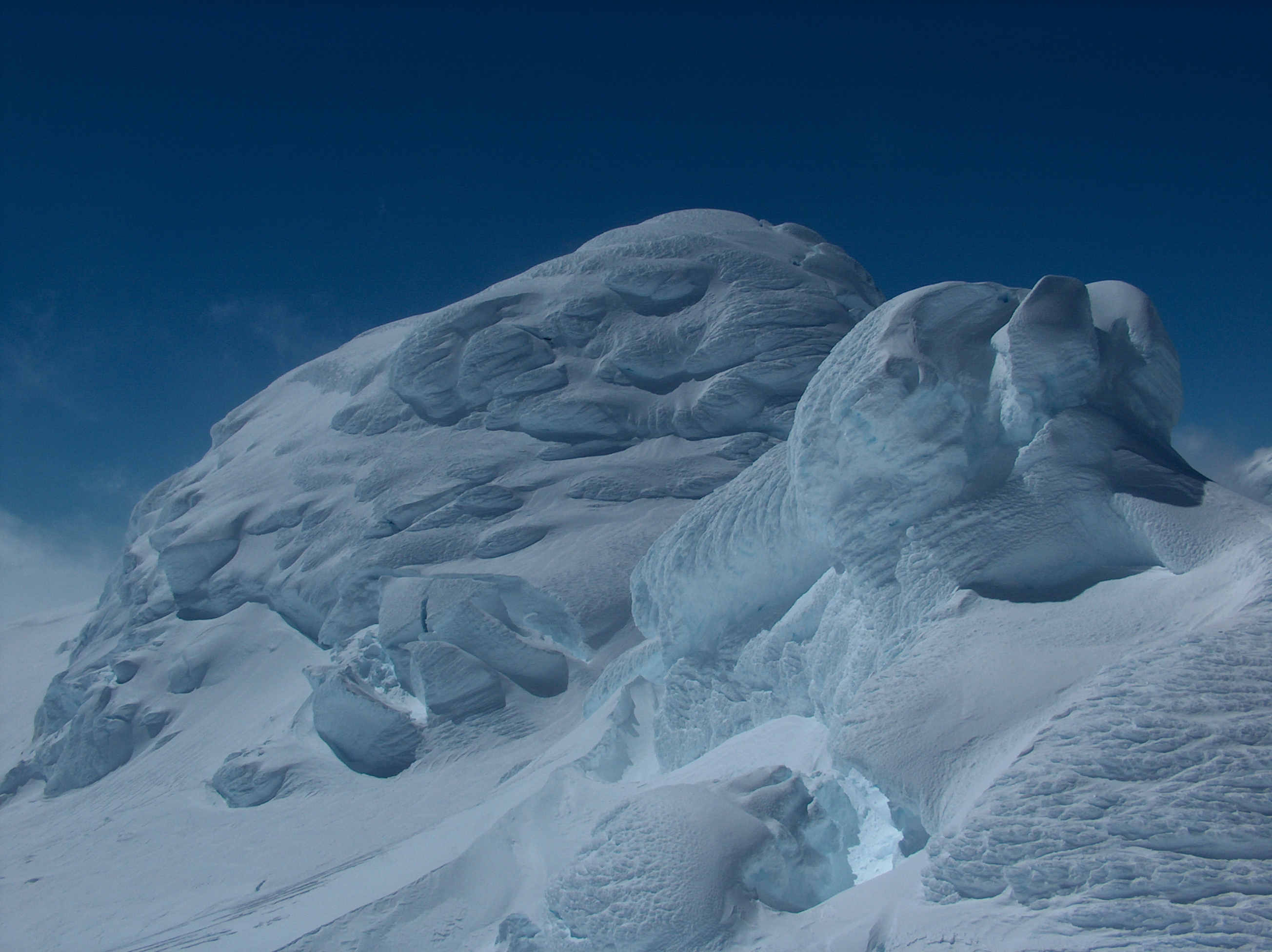
Lyaskovets Peak dall'estremità occidentale della Catalunyan Saddle
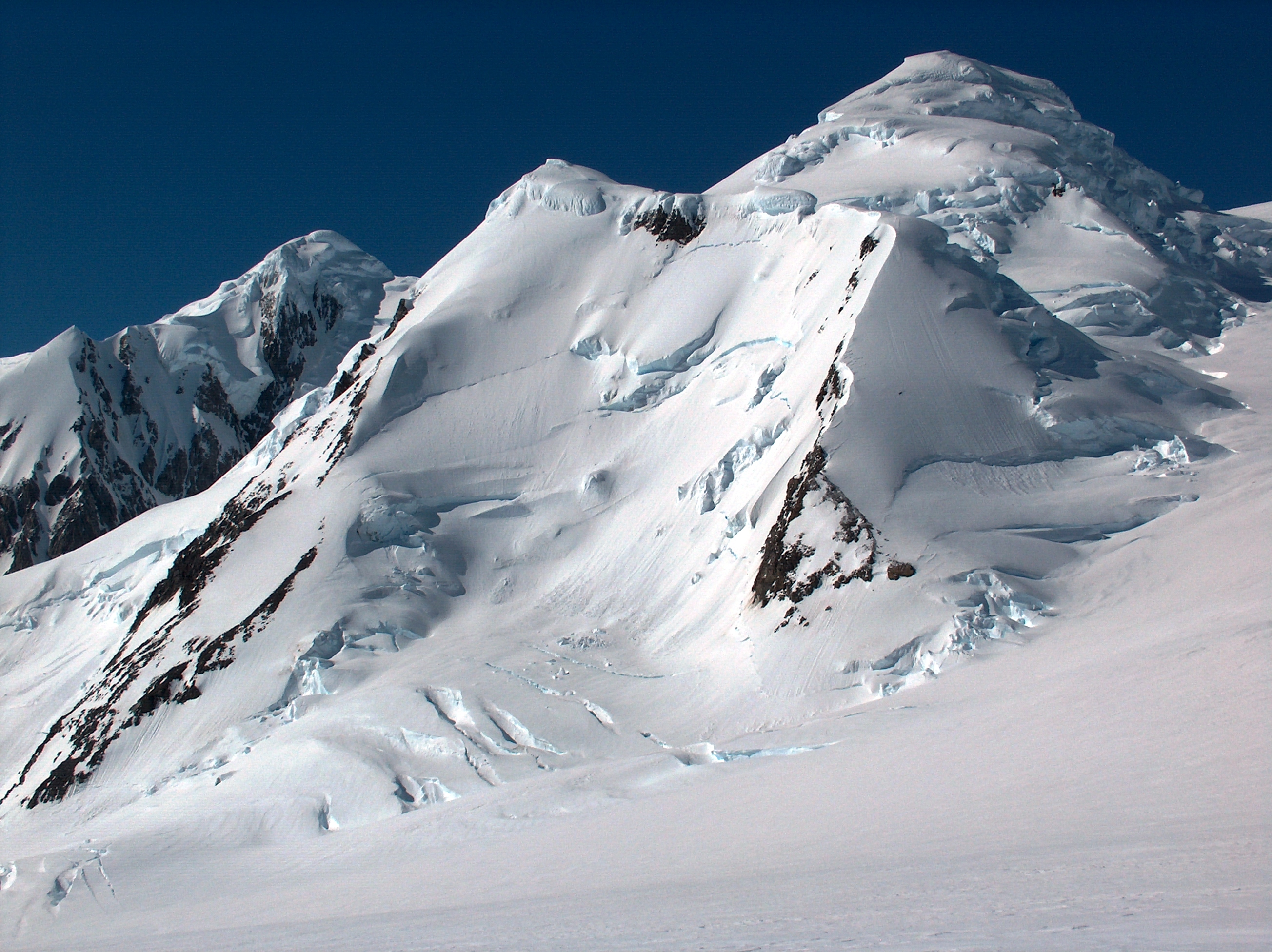
Lyaskovets Peak con il Levski Peak a sinistra e Zograf Peak in primo piano
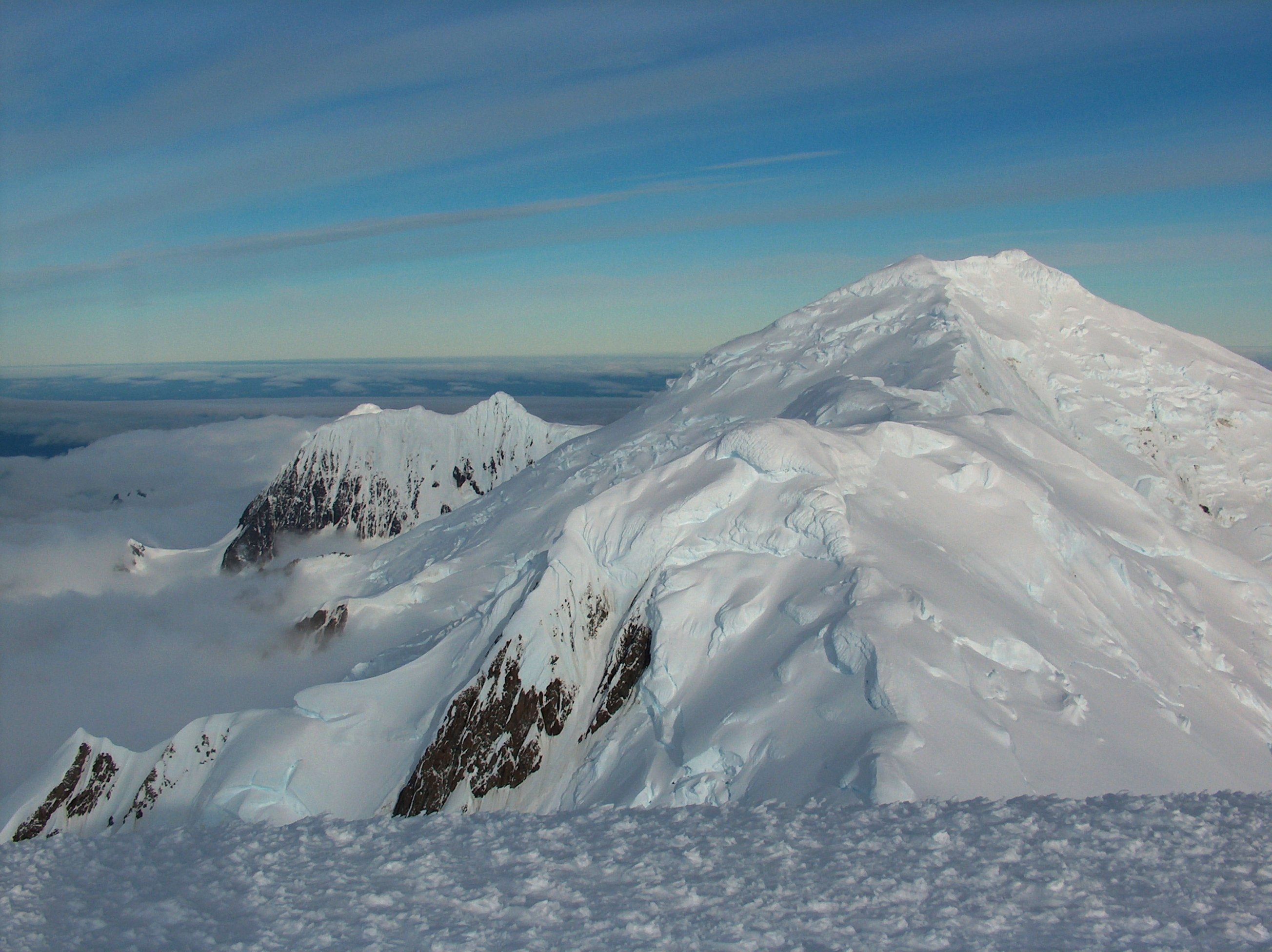
Dal Lyaskovets Peak, in direzione est verso il Levski Ridge
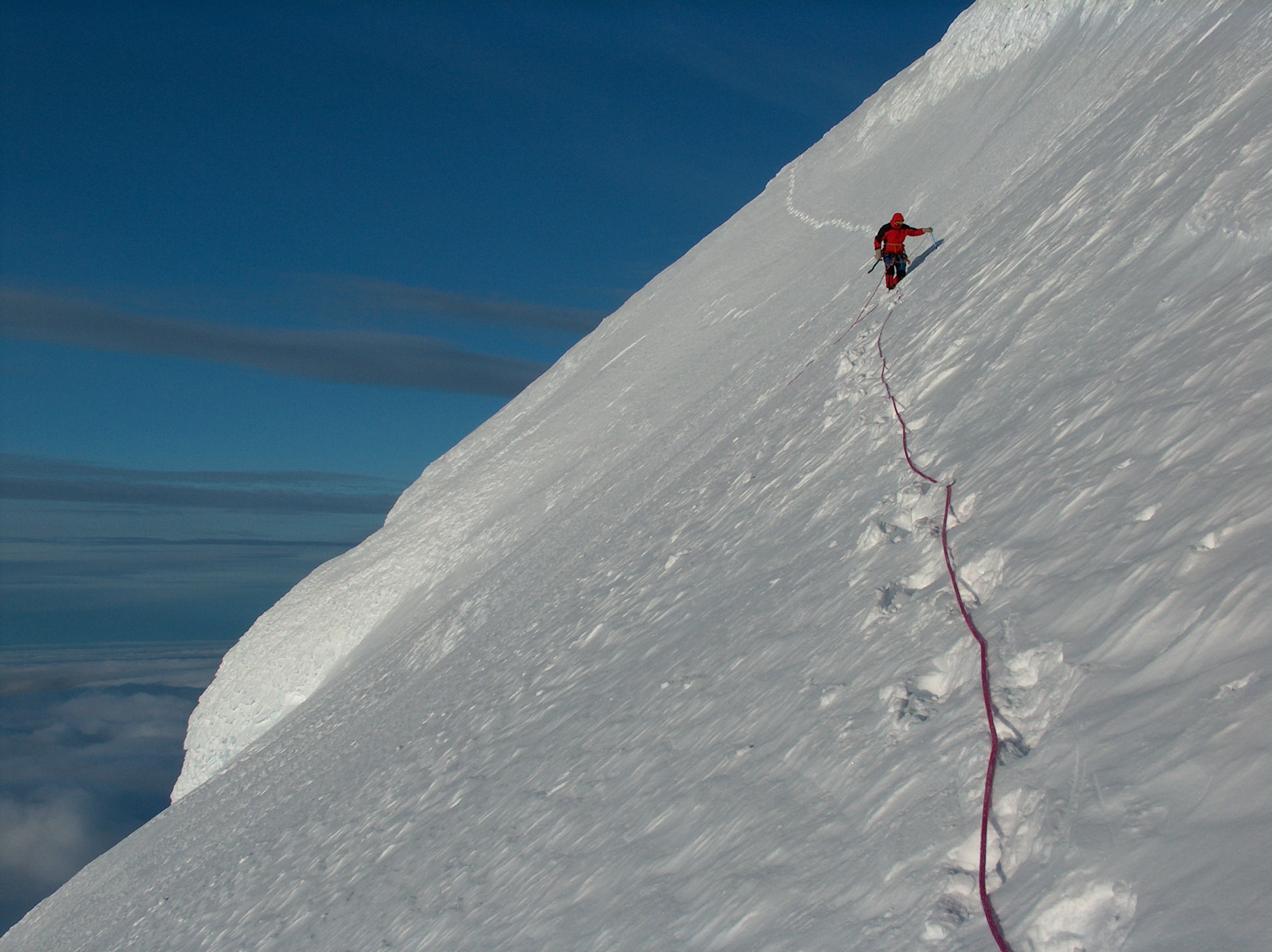
Traversata del versante occidentale del Lyaskovets Peak di ritorno verso la Catalunyan Saddle neoso della prima ascesa al picco
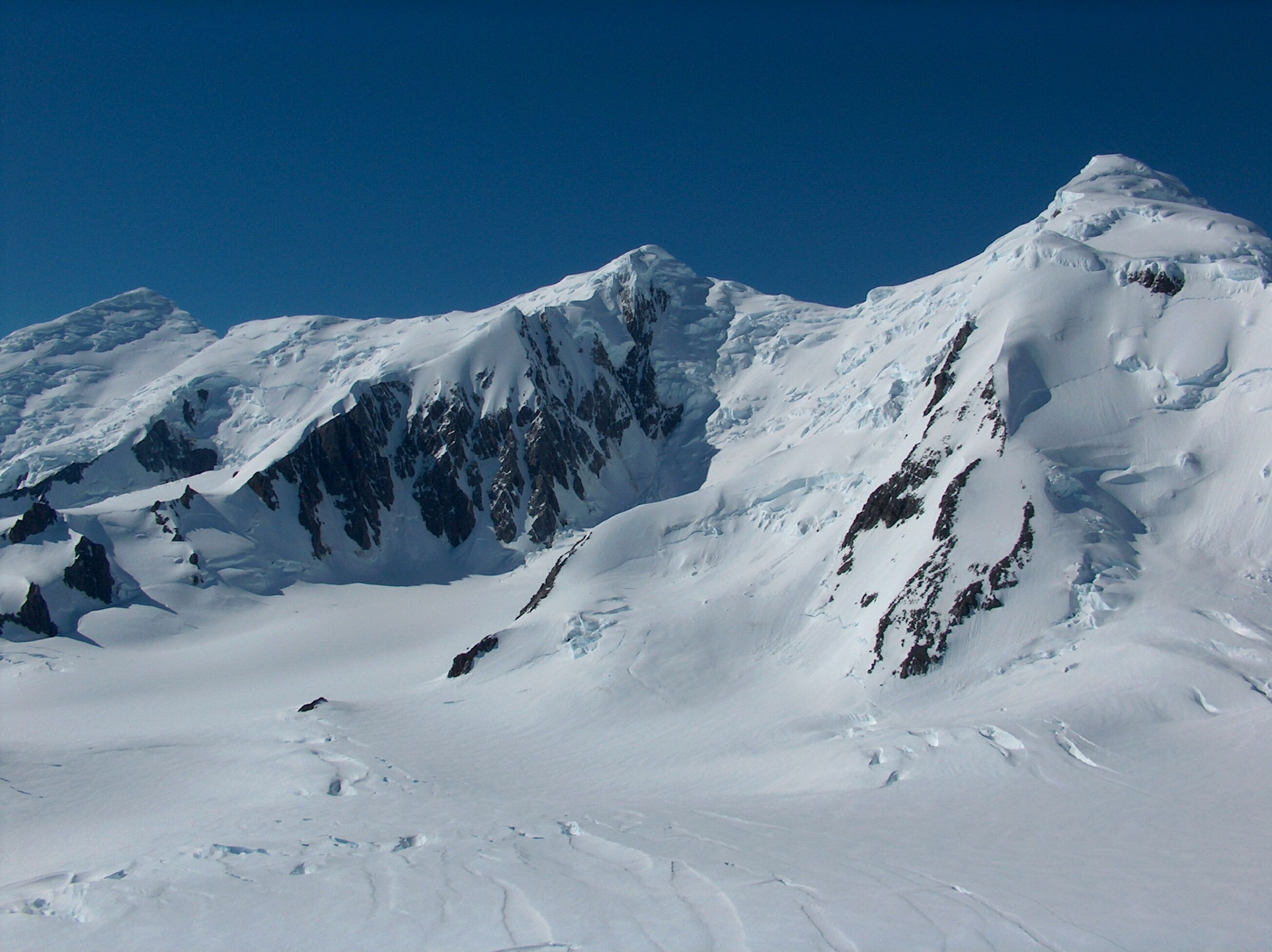
La parte centrale dei Monti Tangra; da sx a dx: Great Needle Peak, Levski Peak  e Lyaskovets Peak
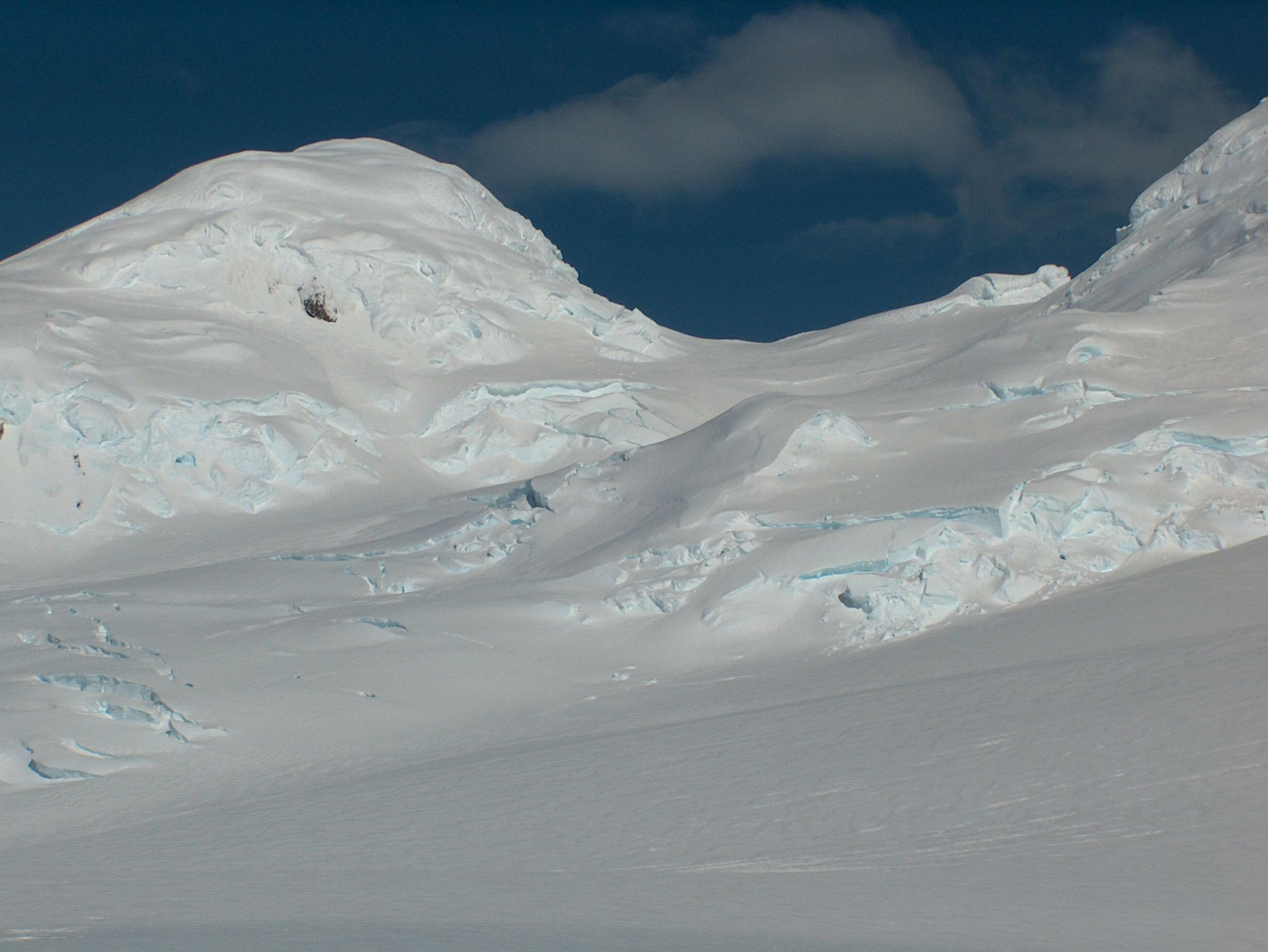
Lyaskovets Peak dal Wörner Gap, con la Catalunyan Saddle a destra
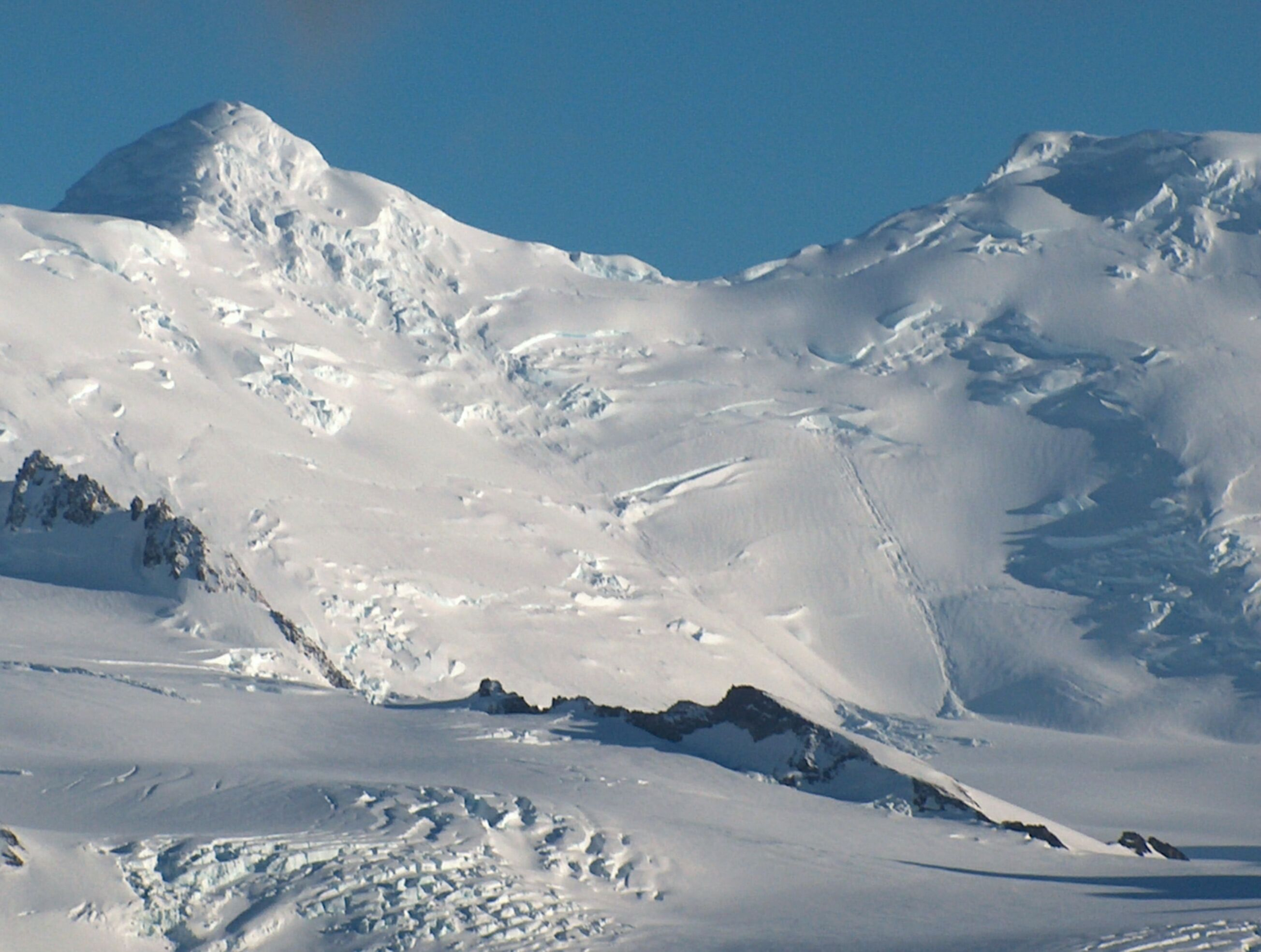
Lyaskovets Peak dallo Stretto di Bransfield, con la Shipka Saddle e il Levski Peaka destra
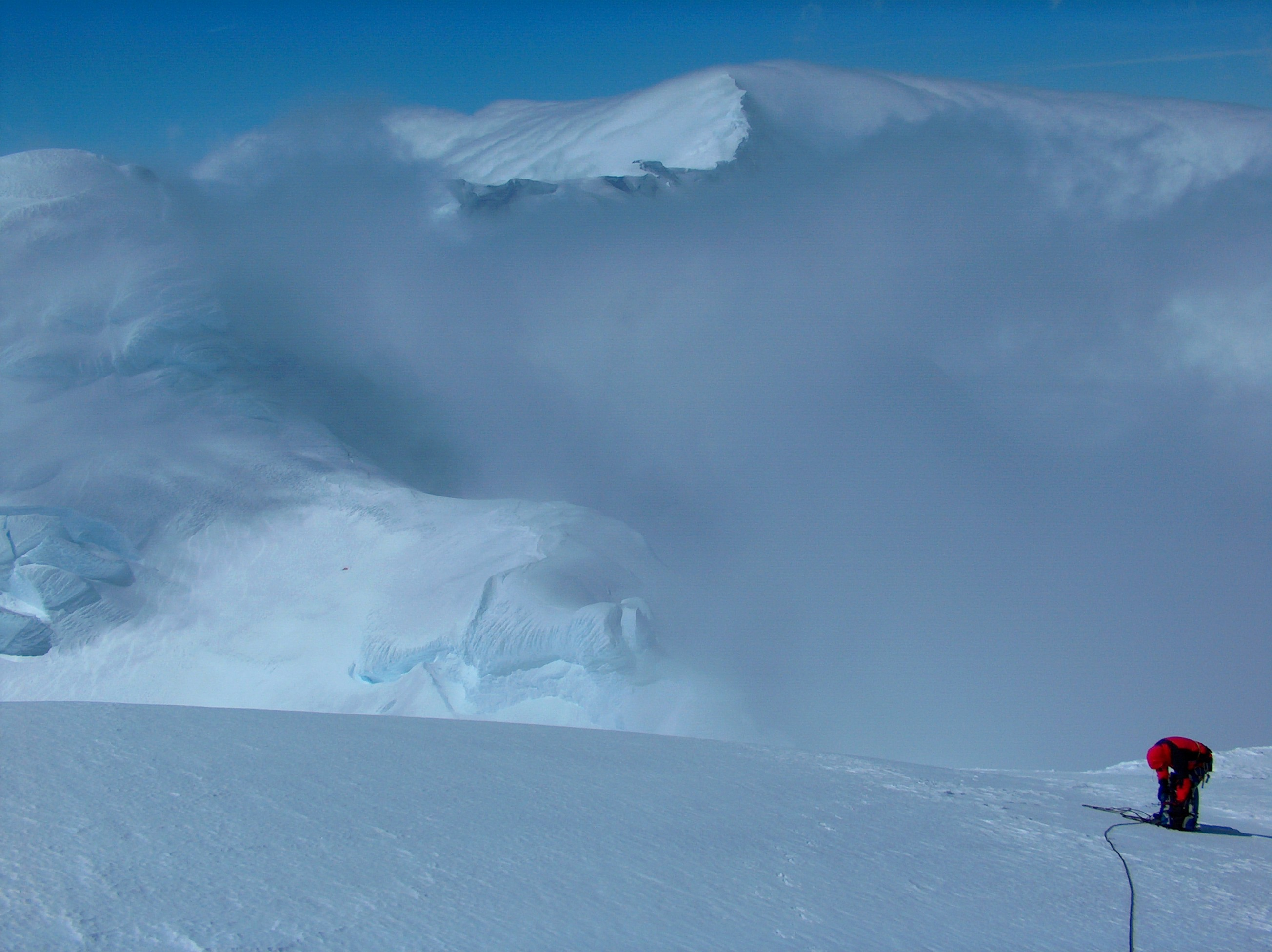
Dalla cresta dei Monti Tangra, vista dal Presian Ridge in direzione est verso Catalunyan Saddle (con il bivacco della Spedizione Tangra 2004/05), Lyaskovets Peak a sinistra e St. Ivan Rilski Col e Great Needle Peak sullo sfondo.